# Bol'šoj Lomovis
Il Bol'šoj Lomovis (in russo Большой Ломовис?) è un fiume della Russia europea centrale, affluente di sinistra della Kašma (bacino idrografico della Oka). Scorre nell'oblast' di Tambov.
Il fiume scorre per tutto il suo corso in direzione settentrionale. Riceve da destra il suo affluente Malyj Lomovis (lungo 66 km). Sfocia nel fiume Kašma a 35 km dalla foce. Il fiume ha una lunghezza di 106 km, l'area del suo bacino è di 1 160 km².